# Lista de episódios de The Blacklist
The Blacklist é série americana criada por Jon Bokenkamp que estreou na NBC em 23 de setembro de 2013. É estrelada por James Spader, Megan Boone, Diego Klattenhoff, Ryan Eggold e Harry Lennix. Rodeada de intrigas, conspirações políticas, chantagens, mortes e desafios, The Blacklist conta com um fugitivo chamado Raymond Reddington, um ex-agente do governo que se entrega ao FBI e propõe ajudá-los a prender grandes criminosos internacionais, porém, com uma uma única condição: Ele se reportaria apenas à novata Elizabeth Keen.
Em 20 de fevereiro de 2020 a NBC renovou a série para uma oitava temporada. Até 15 de maio de 2020, foram ao ar 152 episódios de The Blacklist, concluindo a sétima temporada.

## Resumo
| Temporada | Temporada | Episódios | Episódios | Originalmente exibido  | Originalmente exibido | Nielsen ratings | Nielsen ratings        |
| Temporada | Temporada | Episódios | Episódios | Estreia da temporada   | Final da temporada    | Rank            | Audiência (em milhões) |
| --------- | --------- | --------- | --------- | ---------------------- | --------------------- | --------------- | ---------------------- |
|           | 1         | 22        | 22        | 23 de setembro de 2013 | 12 de maio de 2014    | 6               | 14.95                  |
|           | 2         | 22        | 22        | 22 de setembro de 2014 | 14 de maio de 2015    | 14              | 13.76                  |
|           | 3         | 23        | 23        | 1 de outubro de 2015   | 19 de maio de 2016    | 22              | 11.19                  |
|           | 4         | 22        | 22        | 22 de setembro de 2016 | 18 de maio de 2017    | 30              | 9.25                   |
|           | 5         | 22        | 22        | 27 de setembro de 2017 | 16 de maio de 2018    | 42              | 8.41                   |
|           | 6         | 22        | 22        | 3 de janeiro de 2019   | 17 de maio de 2019    | 52              | 7.18                   |
|           | 7         | 19        | 19        | 4 de outubro de 2019   | 15 de maio de 2020    | 50              | 6.88                   |
|           | 8         | 22        | 22        | 13 de novembro de 2020 | 23 de junho de 2021   | TBA             | TBA                    |

## Episódios

### Primeira temporada (2013–14)
| N.º na série | N.º na temp. | Título                                                   | Guia da Lista Negra | Dirigido por      | Escrito por                                                                                             | Exibição original       | Audiência (milhões) |
| ------------ | ------------ | -------------------------------------------------------- | ------------------- | ----------------- | --- | ----------------------- | ------------------- |
| 1            | 1            | "Pilot" "(Piloto)"                                       | Nº 52               | Joe Carnahan      | Jon Bokenkamp                                                                                           | 23 de setembro de 2013  | 12.58               |
| 2            | 2            | "The Freelancer" "(O Autônomo)"                          | Nº 145              | Jace Alexander    | Jon Bokenkamp                                                                                           | 30 de setembro de 2013  | 11.35               |
| 3            | 3            | "Wujing"                                                 | Nº 84               | Michael Watkins   | Lukas Reiter                                                                                            | 7 de outubro de 2013    | 11.18               |
| 4            | 4            | "The Stewmaker" "(O Cozinheiro)"                         | Nº 161              | Vince Misiano     | Patrick Massett e John Zinman                                                                           | 14 de outubro de 2013   | 10.93               |
| 5            | 5            | "The Courier" "(O Mensageiro)"                           | Nº 85               | Nick Gomez        | John C. Kelley                                                                                          | 21 de outubro de 2013   | 10.44               |
| 6            | 6            | "Gina Zanetakos"                                         | Nº 152              | Adam Arkin        | Wendy West                                                                                              | 28 de outubro de 2013   | 10.51               |
| 7            | 7            | "Frederick Barnes"                                       | Nº 47               | Michael Watkins   | J.R. Orci                                                                                               | 4 de novembro de 2013   | 10.34               |
| 8            | 8            | "General Ludd"                                           | Nº 109              | Stephen Surjik    | Amanda Kate Shuman                                                                                      | 11 de novembro de 2013  | 10.69               |
| 9            | 9            | "Anslo Garrick"                                          | Nº 16               | Joe Carnahan      | História por : Joe Carnahan e Jason George Roteiro por : Joe Carnahan                                   | 25 de novembro de 2013  | 10.96               |
| 10           | 10           | "Anslo Garrick: Conclusion" "(Anslo Garrick: Conclusão)" | Nº 16               | Michael Watkins   | Lukas Reiter e J.R. Orci                                                                                | 2 de dezembro de 2013   | 11.67               |
| 11           | 11           | "The Good Samaritan" "(O Bom Samaritano)"                | Nº 106              | Dan Lerner        | Brandon Margolis e Brandon Sonnier                                                                      | 13 de janeiro de 2014   | 9.35                |
| 12           | 12           | "The Alchemist" "(O Alquimista)"                         | Nº 101              | Vince Misiano     | Anthony Sparks                                                                                          | 20 de janeiro de 2014   | 8.83                |
| 13           | 13           | "The Cyprus Agency" "(A Agência Cyprus)"                 | Nº 64               | Michael Watkins   | Lukas Reiter                                                                                            | 27 de janeiro de 2014   | 10.17               |
| 14           | 14           | "Madeline Pratt"                                         | Nº 73               | Michael Zinberg   | Jim Campolongo                                                                                          | 24 de fevereiro de 2014 | 11.18               |
| 15           | 15           | "The Judge" "(O Juíz)"                                   | Nº 57               | Peter Werner      | Jonathan Shapiro e Lukas Reiter                                                                         | 3 de março de 2014      | 11.01               |
| 16           | 16           | "Mako Tanida"                                            | Nº 83               | Michael Watkins   | História por : Joe Carnahan Roteiro por : John Eisendrath, Jon Bokenkamp, Patrick Massett e John Zinman | 17 de março de 2014     | 10.97               |
| 17           | 17           | "Ivan"                                                   | Nº 88               | Randy Zisk        | J.R. Orci e Amanda Kate Shuman                                                                          | 24 de março de 2014     | 10.80               |
| 18           | 18           | "Milton Bobbit"                                          | Nº 135              | Steven A. Adelson | Daniel Voll                                                                                             | 31 de março de 2014     | 11.39               |
| 19           | 19           | "The Pavlovich Brothers" "(Os Irmãos Pavlovich)"         | Nº 119–122          | Paul Edwards      | Elizabeth Benjamin                                                                                      | 21 de abril de 2014     | 11.24               |
| 20           | 20           | "The Kingmaker" "(Kingmaker)"                            | Nº 42               | Karen Gaviola     | J.R. Orci e Lukas Reiter                                                                                | 28 de abril de 2014     | 10.85               |
| 21           | 21           | "Berlin"                                                 | Nº 8                | Michael Zinberg   | John Eisendrath e Jon Bokenkamp                                                                         | 5 de maio de 2014       | 10.47               |
| 22           | 22           | "Berlin: Conclusion" "(Berlin: Conclusão)"               | Nº 8                | Michael Watkins   | História por : Richard D'Ovidio Roteiro por : John Eisendrath, Jon Bokenkamp, Lukas Reiter e J.R. Orci  | 12 de maio de 2014      | 10.44               |

### Segunda temporada (2014–15)
| N.º na série | N.º na temp. | Título                                                     | Guia da Lista Negra | Dirigido por      | Escrito por | Exibição original       | Audiência (milhões) |
| ------------ | ------------ | ---------------------------------------------------------- | ------------------- | ----------------- | --- | ----------------------- | ------------------- |
| 23           | 1            | "Lord Baltimore" "(Lorde Baltimore)"                       | Nº 104              | Michael Watkins   | Jon Bokenkamp e John Eisendrath                                                                                       | 22 de setembro de 2014  | 12.55               |
| 24           | 2            | "Monarch Douglas Bank" "(Banco Monarch Douglas)"           | Nº 112              | Paul Edwards      | Kristen Reidel, Amanda Kate Shuman e Daniel Knauf                                                                     | 29 de setembro de 2014  | 10.51               |
| 25           | 3            | "Dr. James Covington"                                      | Nº 89               | Karen Gaviola     | Lukas Reiter e J.R. Orci                                                                                              | 6 de outubro de 2014    | 10.07               |
| 26           | 4            | "Dr. Linus Creel"                                          | Nº 82               | Michael Watkins   | Mike Ostrowski | 13 de outubro de 2014   | 9.76                |
| 27           | 5            | "The Front"                                                | Nº 74               | Steven A. Adelson | História por : Adam Sussman Roteiro por : Jim Campolongo e Adam Sussman                                               | 20 de outubro de 2014   | 9.34                |
| 28           | 6            | "The Mombasa Cartel" "(O Cartel Mombasa)"                  | Nº 114              | David Platt       | Daniel Knauf | 27 de outubro de 2014   | 9.57                |
| 29           | 7            | "The Scimitar" "(O Cimitarra)"                             | Nº 22               | Karen Gaviola     | J.R. Orci e Lukas Reiter                                                                                              | 3 de novembro de 2014   | 9.30                |
| 30           | 8            | "The Decembrist" "(O Dezembrista)"                         | Nº 12               | Michael Watkins   | John Eisendrath e Jon Bokenkamp                                                                                       | 10 de novembro de 2014  | 9.75                |
| 31           | 9            | "Luther Braxton"                                           | Nº 21               | Joe Carnahan      | História por : John Eisendrath, Jon Bokenkamp, Lukas Reiter e J.R. Orci Roteiro por : Jon Bokenkamp e John Eisendrath | 1 de fevereiro de 2015  | 25.72               |
| 32           | 10           | "Luther Braxton: Conclusion" "(Luther Braxton: Conclusão)" | Nº 21               | Michael Watkins   | História por : Kristen Reidel e Vincent Angell Roteiro por : Mike Ostrowski e Jim Campolongo                          | 5 de fevereiro de 2015  | 10.11               |
| 33           | 11           | "Ruslan Denisov"                                           | Nº 67               | Andrew McCarthy   | Jonathan Shapiro e Lukas Reiter                                                                                       | 12 de fevereiro de 2015 | 8.19                |
| 34           | 12           | "The Kenyon Family" "(A Família Kenyon)"                   | Nº 71               | David Platt       | Vincent Angell e Daniel Knauf                                                                                         | 19 de fevereiro de 2015 | 7.71                |
| 35           | 13           | "The Deer Hunter" "(O Caçador de Cervos)"                  | Nº 93               | Andrew McCarthy   | Amanda Kate Shuman | 26 de fevereiro de 2015 | 8.01                |
| 36           | 14           | "T. Earl King VI"                                          | Nº 94               | Steven A. Adelson | Brandon Sonnier e Brandon Margolis                                                                                    | 5 de março de 2015      | 8.23                |
| 37           | 15           | "The Major" "(O Major)"                                    | Nº 75               | Michael Watkins   | Jon Bokenkamp, John Eisendrath e Lukas Reiter                                                                         | 12 de março de 2015     | 7.53                |
| 38           | 16           | "Tom Keen"                                                 | Nº 7                | Andrew McCarthy   | História por : John Eisendrath, Jon Bokenkamp, Lukas Reiter e J.R. Orci Roteiro por : Lukas Reiter e J.R. Orci        | 19 de março de 2015     | 8.64                |
| 39           | 17           | "The Longevity Initiative" "(A Iniciativa Longevidade)"    | Nº 97               | Donald Thorin Jr. | Lukas Reiter e J.R. Orci                                                                                              | 26 de março de 2015     | 8.12                |
| 40           | 18           | "Vanessa Cruz"                                             | Nº 117              | Guy Ferland       | Vincent Angell e Daniel Knauf                                                                                         | 2 de abril de 2015      | 7.70                |
| 41           | 19           | "Leonard Caul"                                             | Nº 62               | Michael Waxman    | Brandon Margolis, Brandon Sonnier, Kristen Reidel e Jim Campolongo                                                    | 23 de abril de 2015     | 7.47                |
| 42           | 20           | "Quon Zhang"                                               | Nº 87               | Karen Gaviola     | J.R. Orci e Lukas Reiter                                                                                              | 30 de abril de 2015     | 6.60                |
| 43           | 21           | "Karakurt"                                                 | Nº 55               | Steven A. Adelson | Daniel Knauf | 7 de maio de 2015       | 6.90                |
| 44           | 22           | "Tom Connolly"                                             | Nº 11               | Michael Watkins   | John Eisendrath e Jon Bokenkamp                                                                                       | 14 de maio de 2015      | 7.49                |

### Terceira temporada (2015–16)
| N.º na série | N.º na temp. | Título                                                     | Guia da Lista Negra | Dirigido por      | Escrito por | Exibição original       | Audiência (milhões) |
| ------------ | ------------ | ---------------------------------------------------------- | ------------------- | ----------------- | --- | ----------------------- | ------------------- |
| 45           | 1            | "The Troll Farmer" "(O Criador de Trolls)"                 | Nº 38               | Michael Watkins   | Jon Bokenkamp e John Eisendrath                                                                                       | 1 de outubro de 2015    | 7.76                |
| 46           | 2            | "Marvin Gerard"                                            | Nº 80               | Andrew McCarthy   | História por : J.R. Orci e Lukas Reiter Roteiro por : Daniel Knauf, Brandon Sonnier e Brandon Margolis                | 8 de outubro de 2015    | 7.02                |
| 47           | 3            | "Eli Matchett"                                             | Nº 72               | Steven A. Adelson | Lukas Reiter e J.R. Orci                                                                                              | 15 de outubro de 2015   | 6.93                |
| 48           | 4            | "The Djinn" "(O Djinn)"                                    | Nº 43               | Omar Madha        | Daniel Cerone | 22 de outubro de 2015   | 6.68                |
| 49           | 5            | "Arioch Cain"                                              | Nº 50               | Alex Zakrzewski   | Dawn DeNoon | 29 de outubro de 2015   | 7.03                |
| 50           | 6            | "Sir Crispin Crandall"                                     | Nº 86               | Ami Canaan Mann   | Dave Thomas | 5 de novembro de 2015   | 6.44                |
| 51           | 7            | "Zal Bin Hasaan"                                           | Nº 31               | Michael Watkins   | Brandon Sonnier e Brandon Margolis                                                                                    | 12 de novembro de 2015  | 6.75                |
| 52           | 8            | "Kings of the Highway" "(Reis da Rodovia)"                 | Nº 108              | Terrence O'Hara   | Brian Studler | 19 de novembro de 2015  | 6.91                |
| 53           | 9            | "The Director" "(O Diretor)"                               | Nº 24               | Mary Lambert      | Daniel Cerone | 7 de janeiro de 2016    | 7.52                |
| 54           | 10           | "The Director: Conclusion" "(O Diretor: Conclusão)"        | Nº 24               | John Terlesky     | Lukas Reiter | 14 de janeiro de 2016   | 7.47                |
| 55           | 11           | "Mr. Gregory Devry" "(Sr. Gregory Devry)"                  | Nº 95               | Alex Zakrzewski   | Daniel Knauf | 21 de janeiro de 2016   | 7.42                |
| 56           | 12           | "The Vehm" "(A Vehm)"                                      | Nº 132              | Michael Watkins   | Vincent Angell | 28 de janeiro de 2016   | 7.16                |
| 57           | 13           | "Alistair Pitt"                                            | Nº 103              | Bill Roe          | História por : Nicole Phillips e Adam Sussman Roteiro por : Nicole Phillips                                           | 4 de fevereiro de 2016  | 6.49                |
| 58           | 14           | "Lady Ambrosia"                                            | Nº 77               | Tim Hunter        | Taylor Martin | 11 de fevereiro de 2016 | 6.43                |
| 59           | 15           | "Drexel"                                                   | Nº 113              | Anton Cropper     | Dave Metzger | 18 de fevereiro de 2016 | 6.02                |
| 60           | 16           | "The Caretaker" "(O Curador)"                              | Nº 78               | Don Thorin, Jr.   | Dave Thomas | 25 de fevereiro de 2016 | 5.97                |
| 61           | 17           | "Mr. Solomon" "(Sr. Solomon)"                              | Nº 32               | Eagle Egilsson    | Brian Studler | 7 de abril de 2016      | 6.42                |
| 62           | 18           | "Mr. Solomon: Conclusion" "(Sr. Solomon: Conclusão)"       | Nº 32               | John Terlesky     | Daniel Cerone | 14 de abril de 2016     | 6.74                |
| 63           | 19           | "Cape May"                                                 | N/A                 | Michael Watkins   | Daniel Knauf | 21 de abril de 2016     | 7.02                |
| 64           | 20           | "The Artax Network" "(A Rede Artax)"                       | Nº 41               | Don Thorin, Jr.   | Dawn DeNoon | 28 de abril de 2016     | 6.70                |
| 65           | 21           | "Susan Hargrave"                                           | Nº 18               | Andrew McCarthy   | História por : J.R. Orci e Lukas Reiter Roteiro por : Vincent Angell, Daniel Cerone e Brian Studler                   | 5 de maio de 2016       | 6.65                |
| 66           | 22           | "Alexander Kirk"                                           | Nº 14               | Michael Dinner    | História por : Jon Bokenkamp, John Eisendrath, J.R. Orci e Lukas Reiter Roteiro por : Jon Bokenkamp e John Eisendrath | 12 de maio de 2016      | 6.62                |
| 67           | 23           | "Alexander Kirk: Conclusion" "(Alexander Kirk: Conclusão)" | Nº 14               | Bill Roe          | Lukas Reiter e J.R. Orci                                                                                              | 19 de maio de 2016      | 6.88                |

### Quarta temporada (2016–17)
| N.º na série | N.º na temp. | Título                                                        | Guia da Lista Negra | Dirigido por       | Escrito por                                                                                           | Exibição original       | Audiência (milhões) |
| ------------ | ------------ | ------------------------------------------------------------- | ------------------- | ------------------ | --- | ----------------------- | ------------------- |
| 68           | 1            | "Esteban"                                                     | Nº 79               | Michael Watkins    | Jon Bokenkamp e John Eisendrath                                                                       | 22 de setembro de 2016  | 6.40                |
| 69           | 2            | "Mato"                                                        | Nº 66               | Andrew McCarthy    | Daniel Cerone                                                                                         | 29 de setembro de 2016  | 5.99                |
| 70           | 3            | "Miles McGrath"                                               | Nº 65               | John Terlesky      | Lukas Reiter                                                                                          | 6 de outubro de 2016    | 6.41                |
| 71           | 4            | "Gaia"                                                        | Nº 81               | Bill Roe           | Peter Noah                                                                                            | 13 de outubro de 2016   | 5.85                |
| 72           | 5            | "The Lindquist Concern" "(Lindquist Concern)"                 | Nº 105              | Kurt Kuenne        | Dawn DeNoon                                                                                           | 20 de outubro de 2016   | 5.32                |
| 73           | 6            | "The Thrushes" "(Os Thrushes)"                                | Nº 53               | Terrence O'Hara    | História por : Daniel Knauf e Dave Metzger Roteiro por : Daniel Knauf                                 | 27 de outubro de 2016   | 5.52                |
| 74           | 7            | "Dr. Adrian Shaw" "(Dra. Adrian Shaw)"                        | Nº 98               | Andrew McCarthy    | Chap Taylor                                                                                           | 3 de novembro de 2016   | 5.45                |
| 75           | 8            | "Dr. Adrian Shaw: Conclusion" "(Dra. Adrian Shaw: Conclusão)" | Nº 98               | Michael Watkins    | Daniel Cerone                                                                                         | 10 de novembro de 2016  | 5.87                |
| 76           | 9            | "Lipet's Seafood Company" "(Empresa de Frutos do Mar Lipet)"  | Nº 111              | Don Thorin         | História por : Lukas Reiter e Dave Metzger Roteiro por : Dawn Denoon                                  | 5 de janeiro de 2017    | 5.21                |
| 77           | 10           | "The Forecaster" "(O Profeta)"                                | Nº 163              | Edward Ornelas     | Kim Newton                                                                                            | 12 de janeiro de 2017   | 5.34                |
| 78           | 11           | "The Harem" "(O Harém)"                                       | Nº 102              | Bill Roe           | Marisa Tam                                                                                            | 19 de janeiro de 2017   | 5.01                |
| 79           | 12           | "Natalie Luca"                                                | Nº 184              | Michael Watkins    | Noah Schechter                                                                                        | 2 de fevereiro de 2017  | 5.05                |
| 80           | 13           | "Isabella Stone"                                              | Nº 34               | Andrew McCarthy    | Taylor Martin                                                                                         | 9 de fevereiro de 2017  | 4.91                |
| 81           | 14           | "The Architect" "(O Arquiteto)"                               | Nº 107              | Christine Gee      | Chap Taylor e Dave Metzger                                                                            | 16 de fevereiro de 2017 | 4.76                |
| 82           | 15           | "The Apothecary" "(O Farmacêutico)"                           | Nº 59               | Michael Caracciolo | História por : Brian Studler Roteiro por : Marisa Tam                                                 | 23 de fevereiro de 2017 | 4.98                |
| 83           | 16           | "Dembe Zuma"                                                  | Nº 10               | Jean de Segonzac   | Brandon Margolis e Brandon Sonnier                                                                    | 20 de abril de 2017     | 4.88                |
| 84           | 17           | "Requiem" "(Réquiem)"                                         | N/A                 | Terrence O'Hara    | Daniel Cerone                                                                                         | 20 de abril de 2017     | 4.90                |
| 85           | 18           | "Philomena"                                                   | Nº 61               | Michael Watkins    | Peter Noah                                                                                            | 27 de abril de 2017     | 4.86                |
| 86           | 19           | "Dr. Bogdan Krilov"                                           | Nº 29               | Don Thorin         | História por : Brian Studler e Marisa Tam Roteiro por : Lukas Reiter, John Eisendrath e Jon Bokenkamp | 4 de maio de 2017       | 4.82                |
| 87           | 20           | "The Debt Collector" "(O Cobrador de Dívidas)"                | Nº 46               | Bill Roe           | História por : Jon Bokenkamp e Lukas Reiter Roteiro por : Kim Newton e Daniel Cerone                  | 11 de maio de 2017      | 4.87                |
| 88           | 21           | "Mr. Kaplan" "(Sra. Kaplan)"                                  | Nº 4                | Don Thorin         | História por : Lukas Reiter e J.R. Orci Roteiro por : John Eisendrath                                 | 18 de maio de 2017      | 4.94                |
| 89           | 22           | "Mr. Kaplan: Conclusion" "(Sra. Kaplan: Conclusão)"           | Nº 4                | Michael Watkins    | História por : Lukas Reiter e J.R. Orci Roteiro por : Jon Bokenkamp, John Eisendrath e Daniel Cerone  | 18 de maio de 2017      | 4.92                |

### Quinta temporada (2017–18)
| N.º na série | N.º na temp. | Título                                                  | Guia da Lista Negra | Dirigido por        | Escrito por                                                                               | Exibição original       | Audiência (milhões) |
| ------------ | ------------ | ------------------------------------------------------- | ------------------- | ------------------- | ----------------------------------------------------------------------------------------- | ----------------------- | ------------------- |
| 90           | 1            | "Smokey Putnum"                                         | Nº 30               | Bill Roe            | Jon Bokenkamp e John Eisendrath                                                           | 27 de setembro de 2017  | 6.39                |
| 91           | 2            | "Greyson Blaise"                                        | Nº 37               | Don Thorin          | Lukas Reiter e Jon Bokenkamp                                                              | 4 de outubro de 2017    | 5.87                |
| 92           | 3            | "Miss Rebecca Thrall" "(Srta. Rebecca Thrall)"          | Nº 76               | Adam Weisinger      | Jonathan Shapiro e Taylor Martin                                                          | 11 de outubro de 2017   | 5.79                |
| 93           | 4            | "The Endling" "(A Endling)"                             | Nº 44               | Michael Watkins     | Noah Schechter                                                                            | 18 de outubro de 2017   | 5.46                |
| 94           | 5            | "Ilyas Surkov"                                          | Nº 54               | Kurt Kuenne         | Brandon Margolis e Brandon Sonnier                                                        | 25 de outubro de 2017   | 5.23                |
| 95           | 6            | "The Travel Agency" "(A Agência de Viagens)"            | Nº 90               | Terrence O'Hara     | Carla Kettner                                                                             | 1 de novembro de 2017   | 5.25                |
| 96           | 7            | "The Kilgannon Corporation" "(A Corporação Kilgannon)"  | Nº 48               | Jean de Segonzac    | Lukas Reiter                                                                              | 8 de novembro de 2017   | 5.04                |
| 97           | 8            | "Ian Garvey"                                            | Nº 13               | Bill Roe            | John Eisendrath e Jon Bokenkamp                                                           | 15 de novembro de 2017  | 5.89                |
| 98           | 9            | "Ruin" "(Ruína)"                                        | N/A                 | Michael Caracciolo  | Sean Hennen                                                                               | 3 de janeiro de 2018    | 6.02                |
| 99           | 10           | "The Informant" "(O Informante)"                        | Nº 118              | Paul Holahan        | Noah Schechter                                                                            | 10 de janeiro de 2018   | 6.16                |
| 100          | 11           | "Abraham Stern"                                         | Nº 100              | Andrew McCarthy     | História por : Dave Metzger e Jon Bokenkamp Roteiro por : Jon Bokenkamp e John Eisendrath | 17 de janeiro de 2018   | 6.49                |
| 101          | 12           | "The Cook" "(O Chef)"                                   | Nº 56               | Solvan "Slick" Naim | Peter Noah                                                                                | 31 de janeiro de 2018   | 6.11                |
| 102          | 13           | "The Invisible Hand" "(A Mão Invisível)"                | Nº 63               | Andrew McCarthy     | Jonathan Shapiro e Lukas Reiter                                                           | 7 de fevereiro de 2018  | 6.35                |
| 103          | 14           | "Mr. Raleigh Sinclair III" "(Sr. Raleigh Sinclair III)" | Nº 51               | Christine Gee       | Kelli Johnson                                                                             | 28 de fevereiro de 2018 | 5.68                |
| 104          | 15           | "Pattie Sue Edwards"                                    | Nº 68               | Donald Thorin, Jr.  | Carla Kettner                                                                             | 7 de março de 2018      | 5.69                |
| 105          | 16           | "The Capricorn Killer" "(O Assassino Capricórnio)"      | Nº 19               | Bill Roe            | Taylor Martin                                                                             | 14 de março de 2018     | 5.55                |
| 106          | 17           | "Anna-Gracia Duerte"                                    | Nº 25               | Michael Caracciolo  | Lukas Reiter e Jonathan Shapiro                                                           | 4 de abril de 2018      | 5.38                |
| 107          | 18           | "Zarak Mosadek"                                         | Nº 23               | Terrence O'Hara     | Sean Hennen                                                                               | 11 de abril de 2018     | 5.15                |
| 108          | 19           | "Ian Garvey: Conclusion" "(Ian Garvey: Conclusão)"      | Nº 13               | Cort Hessler        | Carla Kettner e Katie Bockes                                                              | 25 de abril de 2018     | 5.24                |
| 109          | 20           | "Nicholas T. Moore"                                     | Nº 110              | Solvan "Slick" Naim | Jon Bokenkamp e Lukas Reiter                                                              | 2 de maio de 2018       | 5.54                |
| 110          | 21           | "Lawrence Dane Devlin"                                  | Nº 26               | Bethany Rooney      | Carla Kettner e Sean Hennen                                                               | 9 de maio de 2018       | 4.96                |
| 111          | 22           | "Sutton Ross"                                           | Nº 17               | Bill Roe            | John Eisendrath, Jon Bokenkamp e Lukas Reiter                                             | 16 de maio de 2018      | 5.18                |

### Sexta temporada (2019)
| N.º na série | N.º na temp. | Título                                                                 | Guia da Lista Negra | Dirigido por        | Escrito por                                                                   | Exibição original       | Audiência (milhões) |
| ------------ | ------------ | ---------------------------------------------------------------------- | ------------------- | ------------------- | ----------------------------------------------------------------------------- | ----------------------- | ------------------- |
| 112          | 1            | "Dr. Hans Koehler"                                                     | Nº 33               | Bill Roe            | Jon Bokenkamp e John Eisendrath                                               | 3 de janeiro de 2019    | 4.15                |
| 113          | 2            | "The Corsican" "(O Corso)"                                             | Nº 20               | Kurt Kuenne         | John Eisendrath e Jon Bokenkamp                                               | 4 de janeiro de 2019    | 3.91                |
| 114          | 3            | "The Pharmacist" "(O Curandeiro)"                                      | Nº 124              | Daniel Willis       | Lukas Reiter                                                                  | 11 de janeiro de 2019   | 3.66                |
| 115          | 4            | "The Pawnbrokers" "(Os Penhoristas)"                                   | Nº 146/147          | Lin Oeding          | Carla Kettner                                                                 | 18 de janeiro de 2019   | 4.04                |
| 116          | 5            | "Alter Ego"                                                            | Nº 131              | John Terlesky       | Sean Hennen e Lukas Reiter                                                    | 1 de fevereiro de 2019  | 3.68                |
| 117          | 6            | "The Ethicist" "(O Eticista)"                                          | Nº 91               | Bill Roe            | Taylor Martin                                                                 | 8 de fevereiro de 2019  | 4.24                |
| 118          | 7            | "General Shiro"                                                        | Nº 116              | Kurt Kuenne         | História por : Jonathan Shapiro e Lukas Reiter Roteiro por : Jonathan Shapiro | 15 de fevereiro de 2019 | 3.59                |
| 119          | 8            | "Marko Jankowics"                                                      | Nº 58               | Bill Roe            | Lukas Reiter                                                                  | 22 de fevereiro de 2019 | 4.34                |
| 120          | 9            | "Minister D" "(Ministro D)"                                            | Nº 99               | Michael Caracciolo  | Noah Schechter e Jonathan Shapiro                                             | 22 de fevereiro de 2019 | 3.97                |
| 121          | 10           | "The Cryptobanker" "(O Criptobanqueiro)"                               | Nº 160              | Terrence O'Hara     | Kelli Johnson                                                                 | 8 de março de 2019      | 3.82                |
| 122          | 11           | "Bastien Moreau"                                                       | Nº 20               | Andrew McCarthy     | Jon Bokenkamp e John Eisendrath                                               | 15 de março de 2019     | 3.36                |
| 123          | 12           | "Bastien Moreau: Conclusion" "(Bastien Moreau: Conclusão)"             | Nº 20               | Christine Gee       | John Eisendrath, Jon Bokenkamp e Lukas Reiter                                 | 22 de março de 2019     | 4.18                |
| 124          | 13           | "Robert Vesco"                                                         | Nº 9                | Adam Weisinger      | Michael Perri                                                                 | 29 de março de 2019     | 4.33                |
| 125          | 14           | "The Osterman Umbrella Company" "(Grupo Empresarial Osterman)"         | Nº 6                | Bill Roe            | Sean Hennen                                                                   | 29 de março de 2019     | 4.00                |
| 126          | 15           | "Olivia Olson"                                                         | Nº 115              | Stephanie Marquardt | Lukas Reiter                                                                  | 5 de abril de 2019      | 3.62                |
| 127          | 16           | "Lady Luck" "(Dona Sorte)"                                             | Nº 69               | Bill Roe            | T Cooper e Allison Glock-Cooper                                               | 12 de abril de 2019     | 3.57                |
| 128          | 17           | "The Third Estate" "(O Terceiro Estado)"                               | Nº 136              | Andrew McCarthy     | Katie Bockes                                                                  | 19 de abril de 2019     | 4.04                |
| 129          | 18           | "The Brockton College Killer" "(O Assassino da Universidade Brockton)" | Nº 92               | Lisa Robinson       | Sam Christopher                                                               | 26 de abril de 2019     | 4.09                |
| 130          | 19           | "Rassvet"                                                              | N/A                 | John Terlesky       | Sean Hennen                                                                   | 26 de abril de 2019     | 3.95                |
| 131          | 20           | "Guillermo Rizal"                                                      | Nº 128              | Cort Hessler        | Noah Schechter                                                                | 3 de maio de 2019       | 4.34                |
| 132          | 21           | "Anna McMahon"                                                         | Nº 60               | Michael Caracciolo  | Taylor Martin e Kelli Johnson                                                 | 10 de maio de 2019      | 4.03                |
| 133          | 22           | "Robert Diaz"                                                          | Nº 15               | Bill Roe            | Jon Bokenkamp, John Eisendrath e Lukas Reiter                                 | 17 de maio de 2019      | 4.46                |

### Sétima temporada (2019–20)
| N.º na série | N.º na temp. | Título                                                           | Guia da Lista Negra | Dirigido por        | Escrito por                     | Exibição original      | Audiência (milhões) |
| ------------ | ------------ | ---------------------------------------------------------------- | ------------------- | ------------------- | ------------------------------- | ---------------------- | ------------------- |
| 134          | 1            | "Louis T. Steinhil"                                              | Nº 27               | Bill Roe            | Jon Bokenkamp e John Eisendrath | 4 de outubro de 2019   | 4.05                |
| 135          | 2            | "Louis T. Steinhil: Conclusion" "(Louis T. Steinhil: Conclusão)" | Nº 27               | Cort Hessler        | Lukas Reiter                    | 11 de outubro de 2019  | 3.78                |
| 136          | 3            | "Les Fleurs Du Mal"                                              | Nº 151              | Lisa Robinson       | Kelli Johnson e Taylor Martin   | 18 de outubro de 2019  | 3.57                |
| 137          | 4            | "Kuwait"                                                         | N/A                 | Stephanie Marquardt | Sean Hennen                     | 25 de outubro de 2019  | 3.61                |
| 138          | 5            | "Norman Devane"                                                  | Nº 138              | Kurt Kuenne         | Noah Schechter                  | 1 de novembro de 2019  | 3.94                |
| 139          | 6            | "Dr. Lewis Powell"                                               | Nº 130              | Christine Gee       | Sam Christopher                 | 8 de novembro de 2019  | 4.19                |
| 140          | 7            | "Hannah Hayes"                                                   | Nº 125              | Adam Weisinger      | Daniel Cerone                   | 15 de novembro de 2019 | 3.98                |
| 141          | 8            | "The Hawaladar" "(O Hawaladar)"                                  | Nº 162              | Paul Holahan        | Jon Bokenkamp e Lukas Reiter    | 22 de novembro de 2019 | 3.91                |
| 142          | 9            | "Orion Relocation Services" "(Serviços de Realocação Orion)"     | Nº 159              | Stephanie Marquardt | Sean Hennen e Taylor Martin     | 6 de dezembro de 2019  | 3.67                |
| 143          | 10           | "Katarina Rostova"                                               | Nº 3                | Daniel Willis       | Daniel Cerone                   | 13 de dezembro de 2019 | 3.87                |
| 144          | 11           | "Victoria Fenberg"                                               | Nº 137              | Bill Roe            | T Cooper e Allison Glock-Cooper | 20 de março de 2020    | 5.38                |
| 145          | 12           | "Cornelius Ruck"                                                 | Nº 155              | John Terlesky       | Lukas Reiter                    | 27 de março de 2020    | 4.73                |
| 146          | 13           | "Newton Purcell"                                                 | Nº 144              | Michael Caracciolo  | Noah Schechter                  | 3 de abril de 2020     | 4.67                |
| 147          | 14           | "Twamie Ullulaq"                                                 | Nº 126              | Victor Nelli, Jr.   | Daniel Cerone                   | 10 de abril de 2020    | 4.86                |
| 148          | 15           | "Gordon Kemp"                                                    | Nº 158              | Andrew McCarthy     | Jonathan Shapiro e Lukas Reiter | 17 de abril de 2020    | 4.83                |
| 149          | 16           | "Nyle Hatcher"                                                   | Nº 149              | Tessa Blake         | Katie Bockes                    | 24 de abril de 2020    | 4.83                |
| 150          | 17           | "Brothers" "(Irmãos)"                                            | N/A                 | Mahesh Pailoor      | Sean Hennen                     | 1 de maio de 2020      | 4.50                |
| 151          | 18           | "Roy Cain"                                                       | Nº 150              | Daniel Willis       | Aiah Samba                      | 8 de maio de 2020      | 4.55                |
| 152          | 19           | "The Kazanjian Brothers" "(Os Irmãos Kazanjian)"                 | Nº 156/157          | Michael Caracciolo  | Kelli Johnson e Sam Christopher | 15 de maio de 2020     | 4.13                |

### Oitava temporada (2020–21)
| N.º na série | N.º na temp. | Título                                                         | Guia da Lista Negra | Dirigido por        | Escrito por                                    | Exibição original       | Audiência (milhões) |
| ------------ | ------------ | -------------------------------------------------------------- | ------------------- | ------------------- | ---------------------------------------------- | ----------------------- | ------------------- |
| 153          | 1            | "Roanoke"                                                      | Nº 139              | Andrew McCarthy     | Daniel Cerone                                  | 13 de novembro de 2020  | 3.72                |
| 154          | 2            | "Katarina Rostova: Conclusion" "(Katarina Rostova: Conclusão)" | Nº 3                | Stephanie Marquardt | Lukas Reiter                                   | 20 de novembro de 2020  | 3.53                |
| 155          | 3            | "16 Ounces" "(16 onças)"                                       | N/A                 | Andrew McCarthy     | John Eisendrath & Lukas Reiter                 | 22 de janeiro de 2021   | 3.27                |
| 156          | 4            | "Elizabeth Keen"                                               | Nº 1                | Cort Hessler        | Sean Hennen                                    | 29 de janeiro de 2021   | 3.43                |
| 157          | 5            | "The Fribourg Confidence"                                      | Nº 140              | Andrew McCarthy     | Noah Schechter                                 | 5 de fevereiro de 2021  | 3.44                |
| 158          | 6            | "The Wellstone Agency"                                         | Nº 127              | Matthew McLoota     | Kelli Johnson                                  | 12 de fevereiro de 2021 | 3.44                |
| 159          | 7            | "Chemical Mary"                                                | Nº 143              | Christine Moore     | Daniel Cerone                                  | 19 de fevereiro de 2021 | 3.38                |
| 160          | 8            | "Ogden Greeley"                                                | Nº 40               | Michael Caracciolo  | Lukas Reiter                                   | 26 de fevereiro de 2021 | 3.57                |
| 161          | 9            | "The Cyranoid"                                                 | Nº 35               | Andrew McCarthy     | Allison Glock-Cooper & T Cooper                | 5 de março de 2021      | 3.22                |
| 162          | 10           | "Dr. Laken Perillos"                                           | Nº 70               | Phil Bertelsen      | Aiah Samba                                     | 12 de março de 2021     | 3.30                |
| 163          | 11           | "Captain Kidd"                                                 | Nº 96               | Andrew McCarthy     | Sam Christopher                                | 26 de março de 2021     | 3.29                |
| 164          | 12           | "Rakitin"                                                      | Nº 28               | Mahesh Pailoor      | Lukas Reiter                                   | 2 de abril de 2021      | 3.29                |
| 165          | 13           | "Anne"                                                         | N/A                 | Andrew McCarthy     | Sean Hennen                                    | 16 de abril de 2021     | 3.53                |
| 166          | 14           | "Misère"                                                       | N/A                 | Christine Gee       | Jon Bokenkamp & John Eisendrath                | 23 de abril de 2021     | 3.44                |
| 167          | 15           | "The Russian Knot"                                             | N/A                 | Juan Avella         | Katie Bockes                                   | 30 de abril de 2021     | 3.35                |
| 168          | 16           | "Nicholas Obenrader"                                           | Nº 133              | Daniel Willis       | Taylor Martin                                  | 7 de maio de 2021       | 3.20                |
| 169          | 17           | "Ivan Stepanov"                                                | Nº 5                | Adam Weisinger      | David Merritt                                  | 14 de maio de 2021      | 3.09                |
| 170          | 18           | "The Protean"                                                  | Nº 36               | Michael Caracciolo  | Justine Neubarth                               | 21 de maio de 2021      | 3.27                |
| 171          | 19           | "Balthazar "Bino" Baker"                                       | Nº 129              | Christine Moore     | Lukas Reiter                                   | 28 de maio de 2021      | 3.33                |
| 172          | 20           | "Godwin Page"                                                  | Nº 141              | John Terlesky       | Lukas Reiter                                   | 4 de junho de 2021      | 3.16                |
| 173          | 21           | "Nachalo"                                                      | N/A                 | Kurt Kuenne         | John Eisendrath & Jon Bokenkamp & Lukas Reiter | 16 de junho de 2021     | TBA                 |
| 174          | 22           | "Konets - Fim"                                                 | N/A                 | John Terlesky       | Jon Bokenkamp & John Eisendrath                | 23 de junho de 2021     | TBA                 |